# 局名告知
局名告知（きょくめいこくち）とは、放送局が放送において、自らの局名を視聴者・聴取者に告知する映像・音声を流すことである。ジャンクションとも呼ばれる。

## 概要
総務省令無線局運用規則第138条第1項には、
また同条第2項には、
と規定している。
前者は放送休止を行う編成状況において行われるものであり、一般に、放送開始時のものは「オープニング（略称：OP 以下同じ）」、放送終了時のものは「クロージング（CL）」または「エンディング（ED）」と呼ばれる。場合によっては番組表に記載される（後述）。
後者は放送業務上の「日替わり時刻（基点）」や、番組と番組の間の時間帯にクロスプログラムとして行われる。
局名告知のための放送素材は、ネットワークを通じて配信される通常の放送番組・コマーシャルメッセージ等と異なり、各放送局がそれぞれ独自に制作したもの（ローカル）である。素材は、規定された情報のほか、音楽や、何らかのシンボルを伴う映像が添えられることが多く、各局が工夫をこらしている（後述）。

## 告知パターン
前述の無線局運用規則第138条に基づく情報は、以下の内容である（これらを「ステーションID」「局ID」と呼ぶ場合がある）。
- 呼出符号 - コールサイン
- 呼出名称 - 事業者の名称（日本放送協会の場合は地域放送局の名）に放送の形式を付した、届け出上の呼称。総務省に申請した呼出名称に合わせ、漢字を使わずひらがな・カタカナのみで表示する局もある。

これに以下の情報が加わる場合がある。
- 放送の開始ないし終了を宣言するアナウンス
- 技術情報
  - （デジタルテレビ放送の場合）リモコンキーID
  - 親局の送信周波数（テレビ放送の場合、音声周波数および映像周波数）、空中線電力[注 1]
  - 中継局の送信周波数、出力
  - （アナログテレビ放送の場合）中継局のチャンネル番号[注 2]

局によって細部は異なるが、おおむね以下のようなパターンのアナウンスを行って局名を告知している。テレビの場合、アナウンスしきれない情報は字幕で補っている。
- オープニングアナウンス例

（テレビ）「おはようございます。JO**-（D）TV。こちらは、第*チャンネル。うぃきぺでぃあ放送（デジタル）テレビジョンです。ただいまより放送を開始いたします」
（AM・FM兼営ラジオ）「おはようございます。こちらは、ラジオうぃきぺでぃあです。ただいまより放送を開始いたします。ラジオうぃきぺでぃあは、JO**・○○放送局から、周波数****キロヘルツ、出力***キロワット。○○FM補完中継局から、周波数**.*メガヘルツ、出力***ワットでお送りします。本日もラジオうぃきぺでぃあの番組でお楽しみください」
（FMラジオ）「おはようございます。JO**-FM。こちらは、うぃきぺでぃあFMです。ただいまより放送を開始いたします。うぃきぺでぃあFMは、○○送信所から、周波数**.*メガヘルツ、出力***ワット。○○中継局から、周波数**.*メガヘルツ、出力***ワットでお送りします。今日も1日、うぃきぺでぃあFMとともにお過ごしください」
- クロスプログラムにおけるステーションIDアナウンス例 - 規定により、簡略化される場合がある（後述）。

（テレビ）「第*チャンネル、うぃきぺでぃあ放送（デジタル）テレビジョンです」 - アナウンスに代え、字幕の表示のみの場合もある。
（AM・FM兼営ラジオ）「お聞きの放送は、FM**.*、AM****、ラジオうぃきぺでぃあです」
（FMラジオ 日本語の場合）「お聞きの放送は**.*メガヘルツ、うぃきぺでぃあFMです」
（FMラジオ 英語の場合）「You are listening to Wikipedia-FM. *, *, point *」
- クロージングアナウンス例

（テレビ）「JO**-（D）TV。 こちらは、第*チャンネル。うぃきぺでぃあ放送（デジタル）テレビジョンです。これをもちまして、うぃきぺでぃあテレビの放送を終了いたします。おやすみなさい」
（AM・FM兼営ラジオ）「皆さまお聞きの放送は、ラジオうぃきぺでぃあです。これから、朝*時**分まで放送をお休みさせていただきます。ラジオうぃきぺでぃあは、JO**・○○放送局から、周波数****キロヘルツ、出力***キロワット。○○FM補完中継局から、周波数**.*メガヘルツ、出力***ワットでお送りしました。どちらさまも、火の元・戸締まりをもう一度ご確認いただき、ごゆっくりお休みください。お聞きの放送は、ラジオうぃきぺでぃあです」
（FMラジオ 日本語の場合）「お聞きの放送は、うぃきぺでぃあFMです。放送機器整備のため、しばらく放送を休止いたします。うぃきぺでぃあFMは、○○送信所から、周波数**.*メガヘルツ、出力***ワット。○○中継局から、周波数**.*メガヘルツ、出力***ワットでお送りしました。午前*時**分から放送を再開いたします。今日も1日、うぃきぺでぃあFMをお聞きいただき、ありがとうございました。JO**-FM。JO**-FM」
なお、無線局運用規則第138条第3項には、
との規定がある。この規定により、各放送局は、第2項にもとづいて行うべき局名告知を、より簡略化されたアナウンス文面や、サウンドロゴ（ジングル）およびステーションソングで代替することができる（JFN系列局ではこれに基づき、JFN共通ジングルを用いている）。
また、無線局運用規則第138条第1項但書（「ただし、これを放送することが困難であるか又は不合理である地上基幹放送局若しくは地上一般放送局であつて、別に告示するものについては、この限りでない」）の適用を受けた放送局は、呼出符号・呼出名称を省略した局名告知ができる。実例として南海放送のテレビ放送では、アナログテレビ放送の時から呼出符号を省略し、放送局名だけを放送している（アナウンスは「南海放送です」だけである）。
この他の実例は後述。

## 実例
日本における実例を示す（具体的な内容は各局異なるのでそれぞれの項目を参照）。

### 番組表での局名告知の扱い
一般向け番組表に「オープニング」「放送開始」・「クロージング」「エンディング」「放送終了」という番組タイトル扱いで表記されている場合がある。その場合の表記時刻はジャンクション素材の開始時刻である。静岡第一テレビは「局名告知」を番組表に用いている。
山口放送ラジオでは、1日の最終番組終了後の局名告知枠を『お休みメモ』という一つの独立した番組に見立てている（過去はテレビも「おやすみメモ」として放送していた）。
滋賀県のびわ湖放送では放送終了時のクロージングを『終了劇場』という名のミニ番組としている。
NHK総合テレビジョンは、2005年度以後は1日の起点を4時台に設定しており、NHKが発行する番組時刻表においても4時を1日の起点時間として掲載しているが、2020年度下半期以後『NHKニュース おはよう日本』の旧第1部であった4時台（4:30 - 5:00）が廃止された後も、その名残で新聞番組表においては、4時台の番組を前日深夜番組（よって平日の『国際報道20xx』、日曜朝の『うまいッ!』、月曜朝の『連続テレビ小説土曜日版・週間総集編』はそれぞれ前曜日最終番組）として、『おはよう日本』新第1部の5時台（5:00 - 6:00　土・日・祝日は「5時のNHKニュース」）が次の曜日の最初の番組とされている。
同様に、TBSラジオと一部JRN系列局で放送の『にゅーとぴ♪』は番組進行上は月曜日の局名告知後最初の番組だが、番組表上は日曜日最終番組扱いとなっている。

### テレビ
テレビ局の局名告知における映像素材には、放送局舎、放送局の所在する都市の空撮や地域の名所、局のマスコットキャラクターのアニメーションなどが使われることが多く、地域色の強いものとなっている。映像は、実写の場合を含め、必ずしもその時点の実際の放送開始・終了時刻のものではない。
放送免許の取得時および更新時にジャンクションを所管官庁（郵政省→総務省）に届け出なければならないため、同じ映像や音楽をかなり長期にわたって（場合によっては開局当初から）使用するケースがみられる。その代表例に日本テレビの「鳩の休日」がある。他にも、テレビ埼玉のクロージングでは1979年4月1日の開局から2005年11月30日までの26年8か月にわたり同じ映像（アニメーション）を使い続けていたが、デジタル放送開始に伴い変更した。これらのジャンクションはあまりに長期に亘って使用されてきたために画質・音質の劣化が見られ、新しい局名ロゴが登場しているにもかかわらず放映され続けていたケースも見られた（「鳩の休日」は後に新たに作り直されたバージョンに変更）。一方で、静岡第一テレビ、テレビ愛知、テレビユー福島、放送大学のように長期使用を前提に作られたものもある。
四季を扱わず、季節を問わず使えるもののことが多く、積雪・桜の花・マリンスポーツ・紅葉などの特定の季節を強くイメージさせる映像は少ない。草木に葉のある状態の映像が使用されることがある。
珍しい例としては、東京放送の1994年10月3日のOP、北海道テレビの1999年12月14日のCL、12月15日のOPで大泉洋、鈴井貴之、安田顕（安田はCLのみ）が生放送で局名告知をしたことがある。

#### テレビにおけるOP
放送開始時は「朝」のイメージの爽やかさを内容とした映像・音声・音楽が多い。日の出や、放送局所在地（民間放送の地方局や独立局に多い。後述）の朝の風景などである。
放送開始時の場合、実際には日の出前で外の暗い時間に局名告知では日の出や朝の風景が放送されたり、逆に実際には太陽の高度が高いのに局名告知では日の出や朝焼けが放送される場合もある。前者は、放送開始時刻の早い場合や、実際の日の出時刻の遅い晩秋から冬などであり、後者は放送開始時刻の遅い場合や、実際の日の出時刻の早い晩春から夏などである。なお後者の場合、放送開始前のフィラーのお天気カメラの映像ではすでに屋外の明るい映像が流れることがある。

#### テレビにおけるCL
放送終了時は、視聴者・聴取者を安眠に促すようなイメージを提示したものに、その局を連想させる映像・音声・音楽を加えたものが多い。このイメージは、放送終了時刻が1980年代半ばまで午前0時台前後の放送局が多かった（社会が24時間体制になっていなかったほか、1974年 - 1984年頃についてはオイルショックの余波などもある）ことと関係している。1980年代末以降在京キー局は24時間放送に近い例が増え、90年代にはNHKや準キー局（近畿圏・中京圏）にも波及したため、こうした雰囲気が場違いに思えるケースもある。
アニメーションやCGで就寝を描くものもしばしば見られる。その例としては、フジテレビでかつて流された猫や鳥が眠りにつく映像のほか、CBCテレビのものなどがある。テレビ朝日でもかつてパジャマを着た子供たちの映像が流されたことがある。毎日放送（MBSテレビ）では猫が2度起きて寝る映像が2011年9月から使われている。中国放送はデジタル時代になってからもツキぐま☆3兄弟に就寝させている。
夜景や夜祭の映像も多用される。実際には深夜から未明ではなく宵のものも珍しくなく、ネオンサインの点灯・建物のライトアップ等が見られ、街には人通りが多く鉄道路線も運行中（最終列車前あるいは同発車映像）の映像もある。また、放送終了時刻が午前4時前後以降の場合、季節や地域によっては実際には日の出前で外が明るい場合もある。
音楽も静かなものや荘重なものが中心となっている。
民放でも『君が代』の演奏を用いた場合もあった（かつてのテレビ大分、テレビ熊本など）。
日本放送協会（NHK）のテレビチャンネルの場合、アナログ放送時代の24時間放送が行われるようになる前は原則毎日、放送終了時に『君が代』の演奏と国旗（日章旗）の掲揚→地球儀（のちにランドサット）が行われたのち、静止画によってコールサイン、親局のチャンネル数、放送局名を表示し（例：「JOAK-TV 1 NHK東京テレビジョン」「JOBB-TV 12 NHK大阪教育テレビジョン」）、アナウンスで放送局名とコールサインを伝え（例：「JOAK-TV、NHK東京総合テレビジョンです」）、休止に入った。各中継局のアナウンスは行われない。
編成の実質24時間化（ブランケット・カバレッジ）以降は、放送休止、ないしは減力放送の入りと、それらのメンテナンス終了後の通常放送の再開時にこの方式が行われるが、地方局限定で休止する場合は省略されることもある（通常のジャンクションでは、国旗の掲揚シーンはあるが、国歌演奏は割愛され、簡単なファンファーレだけである）。デジタル放送開始以降、静止画はコールサインと放送局名（例：「JOAK-DTV NHK東京デジタルテレビジョン」「JOBB-DTV NHK大阪教育デジタルテレビジョン」）のみの表示となっており、リモコンキーIDは省略されている。なお、教育テレビ（Eテレ）は、少なくとも2003年のデジタル放送開始までは「ロダンの考える人の銅像」→君が代演奏・国旗掲揚（終了時のみ）が放送されたが、その後は草木の環境映像→君が代・国旗（終了時。24時間放送実施時の起点時間は国旗のみ）、Eテレ移行後は、草木に代えてマスコットの「Mr.脳」のアニメーション→2021年度以後は「開く/閉じるいちにち」のアニメーションに差し替えられている・。
2011年7月24日の地上アナログ放送終了時には、24時前の電波送信停止前に、生で局名告知を行った民放テレビ局があった。なお、NHKが運営する衛星放送にも開始用のジャンクション映像があるが、年数回のメンテナンス実施日の休止明けにしか放送されておらず、普段は放送上の日付切り替え時（5時）でもそれは放送しておらず、NHKワールドTVの英語放送チャンネルにおいてもジャンクション用の映像は放送されていない。
ブランケット・カバレッジ以降についての事例はクロスプログラムの事例で後述。

#### テレビにおけるクロスプログラム時の局名告知
- NHKのテレビチャンネルの場合、番組編成上の日付切り替え時間に『インターミッション』と題される環境映像（総合テレビは1分程度、教育テレビは10秒程度）による時間調整を経て、ファンファーレとともに日本の国旗の映像を10秒程度流し、前述の局名告知のための静止画を流す。災害・重大事故などで特別放送体制となる場合は省略されることがある。
- 2008年から地上アナログ放送終了までの間、各局では局名告知の前後に草彅剛出演の地上デジタルテレビジョン放送完全移行のキャンペーンCMや、各局制作ブルーバックの「地上アナログ放送終了告知画面」を放送していた。

#### テレビにおける放送休止時の局名告知
- 岐阜放送では1991年ごろ、試験電波の時間帯に、各中継局の詳細な技術情報をブルーバック字幕で30分近く放送した事例があった。

### ラジオ

#### ラジオにおけるOP
ラジオでは、基本的に番組表の日付基点となる午前5時（局によって異なる。24時間放送を行っていない一部局では放送終了時にも）にジャンクション音源を流している。なお、24時間終日放送している局によっては、休止明けとは別の、簡易型のオープニングや、基点の時間であっても局名アナウンスがなく、CMや番組宣伝などに充てる局もある。
栃木放送は24時間放送（日曜深夜のみ24時終了から月曜5時まで休止）であるが、毎日5時から2分程度局名告知・周波数をアナウンスしたのち、5時2分ごろからダ・カーポによる栃木県民の歌の合唱のフルコーラスのテープが放送されている。同様に、実質的に24時間放送でありながら、5時台は「テスト音楽」と称したフィラーを生放送しているLuckyFM茨城放送においても、正式な放送開始前（平日5:45、土・日6:00が基本。一部平日でも6時開始がある）の時に茨城県民の歌のレコードの1番の箇所が放送される。

#### ラジオにおけるCL
月曜日の未明（番組表上の日曜日の深夜）、午前0時から午前2時頃（時報あるいは最終番組直後）にジャンクション音源が流れる放送局が多い。
局名告知は自局アナウンサーが担当することが多いが、複数の女性アナウンサー・パーソナリティが共演した例もある（FM愛媛ではコールサイン・演奏所・送信所および各中継所周波数をひとりひとり代わり番こで読み上げていった）。
兵庫エフエム放送（Kiss FM KOBE）ではオープニング・クロージングともに局名・コールサイン・周波数・送信出力・親局・中継局等のアナウンスをすべて英語で行う。
岡山エフエム放送は日曜付け深夜（月曜1時）の放送終了時、および月曜付け早朝（5時）の放送開始前の技術情報のアナウンスについては偏波面をアナウンスする（例：「金甲山送信所・周波数76.8MHz、偏波面水平・出力1kW。津山・80.4MHz・水平・100W…」）。北日本放送ラジオにおいても、通常5時の開始（起点）前に「送信アンテナの位置は、東経137度14分51秒、北緯36度43分14秒。富山県富山市新屋（あらや）です」と紹介し、またテストパターンを放送する月曜4時45分にも、同様に全局の周波数・出力の他、送信所の所在経緯度（東経・北緯）・所在地の詳細をアナウンスする。

#### ラジオにおけるクロスプログラム時の局名告知
NHKのラジオ放送の場合は、午前5時の時報前、正午の時報前、午後7時の時報前、および放送休止時の休止告知・国歌演奏後（第2放送は午前6時の放送開始時の時報前、午後1時台のスペイン語ニュース終了後、午後4時台の気象通報終了後、および放送終了時の国歌演奏前）において、呼出名称とコールサインのアナウンスを行う（例：「JOAK、NHK東京第1放送です」「JOBB、NHK大阪第2放送です」）。